# Genética do comportamento

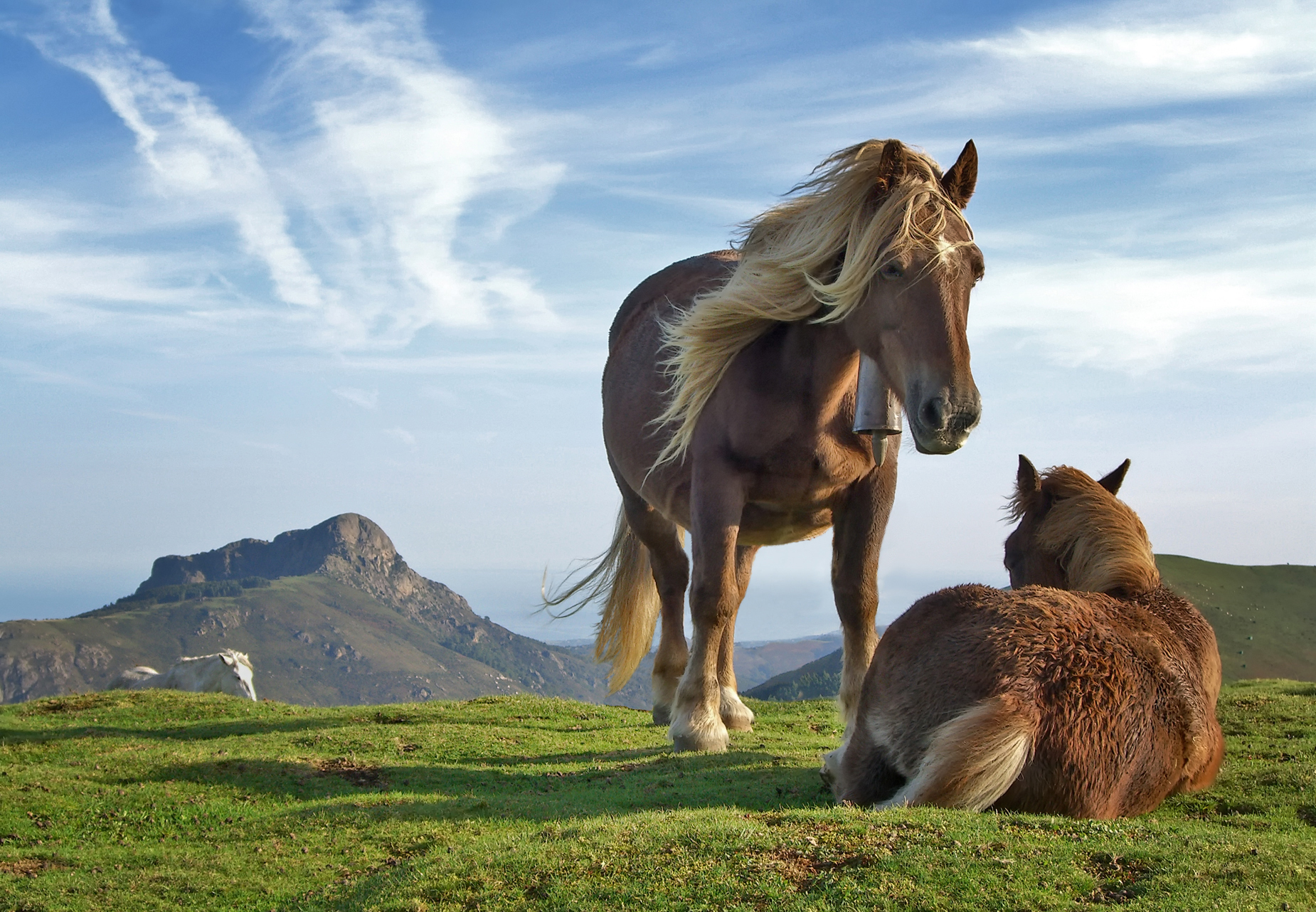
Domesticado há cerca de 5.500 anos no sudoeste da Europa

Genética do comportamento é a aplicação da genética ao estudo do comportamento. A área de abrangência dessa "inter-disciplina" corresponde ao estudo dos fatores ou determinantes genéticos no comportamento humano e animal. Na concepção de Ebbinghaus (1908), a genética do comportamento possui um longo passado e uma curta história, com sua  origem associada à domesticação dos animais e à zootecnia das origens de nossa civilização na antiguidade oriental (o mundo dos egípcios, hebreus, gregos etc.).
Genética do comportamento, apesar de ser, aparentemente, um tema relativamente novo e ainda pouco compreendido, está atrelado às origens das disciplinas genética e psicologia,  com o desdobramento da teoria da evolução de Charles Darwin e os estudos de  Francis Galton.

## História
Inicialmente a genética do comportamento foi desacreditada, pois houve uma associação com a eugenia. Um dos primeiros pensadores a associar os dois conceitos foi Platão, em sua obra “A República”, ele afirmava que, na busca de uma sociedade ideal, era necessário uma reprodução seletiva para aumentar a frequência de algumas características e diminuir a frequência de outras.
Avançando na história, outro autor que ficou famoso por essa associação foi o primo de Charles Darwin, Francis Galton. As leis da hereditariedade e o conceito de genes ainda não eram compreendidos em totalidade naquela época, porém Galton afirmava que a transmissão de características não era apenas dos aspectos físicos, mas também habilidades e intelecto, em outras palavras, os genes afetavam o comportamento. Para ele, as características humanas já estariam inertes nos indivíduos desde o nascimento, não sendo influenciadas ou produzidas pelo meio. Com isso, Galton trouxe o conceito de eugenia ou “bem nascido”, em que os “melhores” indivíduos seriam selecionados para casamentos específicos, moldando o talento e a capacidade intelectual, “melhorando”, assim, a espécie humana, conceitos esses que foram  apropriados por nazistas e racistas para impor regimes segregacionistas.
Apesar de associar a genética do comportamento com a eugenia, Francis Galton introduziu vários conceitos importantes para esse tema. Entre eles, a lei da herança ancestral, em que dizia que o sangue de um indivíduo era a mistura dos progenitores na proporção de 50% cada, que indicava uma regularidade estatística e introduziu conceitos que mais tarde indicariam a distinção entre fenótipos e genótipos, descritos futuramente por Weismann.
A credibilidade da genética do comportamento foi sendo recuperada aos poucos, a publicação, em 1960, do livro Behaviour genetics do John L. Fuller e William Robert Thompson, a criação da revista Behavior genetics em 1970 e dois anos depois, a fundação da behavior genetics association foram passos importantes. Atualmente, a maioria dos comportamentos é associado com genes, porém é um campo muito amplo com várias associações. 

## Genes e Comportamento

### Como os genes afetam o comportamento?
Muitas características são explicadas por um simples conjunto de leis gerais de hereditariedade, conhecidas como leis de Mendel, enquanto outras parecem não se adequar à essas leis, como o caso do daltonismo. Os traços comportamentais são influenciados pela hereditariedade, mas não apenas por um único gene como acontece nas leis de Mendel, mas sim pelo envolvimento de múltiplos genes, sendo definidos por uma genética complexa. Por isso, também se torna mais difícil estudar e experimentar como os genes estão ligados a traços comportamentais, mas graças as bases da genética quantitativa essa tarefa se torna possível. A genética quantitativa estima a extensão em que as diferenças observadas entre os indivíduos se devem a algum tipo de diferença genética ou ambiental sem especificar quais são os genes ou fatores ambientais específicos. Outra base que contribui muito para a genética do comportamento, é a genética molecular, já é possível identificar quais genes específicos estão ligados ao comportamento pelo uso de métodos da genética molecular.
O objetivo da genética do comportamento é portanto investigar a natureza e a origem das diferenças dos comportamentos de indivíduos, sejam eles animais ou humanos, e para isso podem ser utilizados diferentes métodos, como os demonstrados abaixo.

### Métodos de Investigação do Comportamento Animal

#### Raças de cães
As raças caninas são bons exemplos para se evidenciar  a genética do comportamento, apesar das raças de cães terem muitas diferenças visíveis e comportamentais, todas pertencem a uma mesma espécie- Canis lupus familiares, e justamente por essas diferenças foram selecionados durante séculos com base em características e traços comportamentais que fosse necessário para determinado fim. As classificações conhecidas hoje em dia ainda se baseiam no comportamento e personalidade das raças: pastores, cães de guarda, cães de caça, farejadores, entre outras. 
O fato de não serem geneticamente distintos, mas apresentarem tamanha singularidade que foram selecionadas intencionalmente para destacar as diferenças genéticas do comportamento demonstra o quanto a hereditariedade é importante para o comportamento.

#### Seleção de comportamentos
Experimentos parecidos com o que ocorreu com raças de cães durante séculos podem ser reproduzidos em laboratório, selecionando comportamentos para evidenciar mais claramente a influência da genética nesses. De fries, Gervais e Thomas ,1978  realizaram em laboratório um dos maiores estudos de seleção de comportamentos com ratos. 
O experimento consistia em colocar ratos no que se chama de campo aberto, uma caixa vazia com uma intensa iluminação, que serve como um indicador do medo. Alguns ratos quando colocados no campo aberto exploravam ativamente  a caixa, enquanto outros permaneciam imóveis, defecavam e urinavam. Os ratos foram cruzados de forma que os ativos cruzaram apenas com ativos e os que tinham medo apenas com outros que apresentavam o mesmo comportamento. Após diversos cruzamentos consecutivos de maneira similar ao primeiro, criou-se duas linhagens de ratos, os de alta atividade e os de baixa atividade, em que os de alta apresentavam cada vez mais atividade e os da baixa cada vez menos. Os resultados do experimento demonstraram que após 30 gerações, a diferença entre as duas linhagens era de cerca de 30 vezes na atividade. Esse resultado indica fortemente que muitos genes estão envolvidos no comportamento, já que as linhagens ganhavam cada vez mais força e não desapareceram após alguns cruzamentos, como se esperaria caso fossem definidos por poucos (um ou dois) genes.

#### Modelos animais
O uso de modelos animais pode ajudar a identificar quais genes estão ligados ao comportamento e fornecer respostas para  a genética do comportamento humano. Com o uso de modelos animais além de estudar a variação genética natural, os geneticistas podem criar mutações genéticas (através de substâncias ou irradiações) que ajudem no estudo de genes que afetam traços complexos com o comportamento. Os principais modelos utilizados para esses experimentos são a mosca da fruta, o zebrafish e camundongos. 
A mosca da fruta (Drosophila) é um modelo muito utilizado para estudos de mudanças comportamentais. Pode-se utilizar desde comportamentos mais simples como direção de movimento e velocidade de movimentação, até comportamentos mais complexos como a corte e o aprendizado, para comparação entre mutantes e não mutantes e quais mudanças são observadas nos comportamentos mencionados.

## A importância do ambiente na genética do comportamento
Os genes conhecidos como genes codificadores são as estruturas responsáveis por codificar proteínas, que por sua vez expressam as características que conseguimos observar ou não, sendo elas morfológicas, fisiológicas ou comportamentais . No entanto, de acordo com Plomin e Asbury (2005), os fatores ambientais são tão importantes quanto os fatores genéticos quando tratamos na expressão de determinados comportamentos.
Alguns estudos apontam que as diferenças individuais relacionadas a expressão gênica, são parcialmente herdáveis, ou seja, ao expressar uma característica ela não é 100% devido a fatores genéticos, mas são também devido a influência de fatores ambientais, indicando que cada um é responsável por cerca de 50% das variedades comportamentais .
Tendo em vista que o ambiente possui grande influência na expressão de genes que são responsáveis pelo comportamento, conseguimos inferir que a criação é determinante para a ciência do comportamento. A partir desta afirmação, foram feitas três principais descobertas a respeito da ciência do comportamento, sendo elas Ambiente não compartilhado; Correlação genótipo-ambiente; Interação genótipo-ambiente.

### Correlação genótipo-ambiente
A segunda descoberta a respeito da ciência do comportamento é conhecida como correlação genótipo-ambiente, também chamada por natureza da criação, em que de uma forma geral se refere ao papel da genética na exposição aos ambientes, ou seja, como as propensões genéticas de cada indivíduo influencia o ambiente em que está inserido, diferente do que vimos sobre comportamento não compartilhado.
De acordo com Plomin et al (1977),  a correlação genótipo-ambiente nada mais é que a exposição diferencial de genótipos ao ambiente, sendo dividido em três tipos de correlação: passivo, evocativo/reativo e ativo.

#### Correlação genótipo-ambiente Passivo
A correlação genótipo-ambiente passivo ocorre envolvendo necessariamente interações entre indivíduos aparentados geneticamente, além de não depender do indivíduo em questão . Esse tipo de interação é feito quando o indivíduo herda de forma passível de seus pais ambientes familiares favoráveis para suas propensões genéticas , ou seja, em que circunstâncias anteriores, como pais musicistas passam o gene para o filho que por sua vez tem propensão genética para música, e por ser um ambiente familiar adequado para música, o filho consegue se desenvolver na área.

#### A diferença entre Correlação genótipo-ambiente Reativo e Ativo
Em relação a correlação genótipo-ambiente reativo, o indivíduo possui certas propensões genéticas, no entanto não nasceu em um ambiente familiar favorável, mas suas características podem ser desenvolvidas a partir de ambientes externos, como ambientes escolares e/ou entre amigos . Porém quando o indivíduo não possui nenhum ambiente familiar ou escolar que estimulem o desenvolvimento de suas propensões genéticas, o indivíduo pode ir atrás ativamente desse ambiente favorável para suas características, sendo assim conhecido como correlação genótipo-ambiente ativo

### Interação genótipo-ambiente
Em relação a interação genótipo-ambiente, levamos em conta o triângulo de interação: genótipo-fenótipo-ambiente. É amplamente conhecido que o fenótipo (nome dado para as características observáveis da expressão do genótipo), neste caso um comportamento específico, é produto da ação conjunta do gene e do ambiente, o que é possível observar nas duas outras descoberta: Ambiente não compartilhado e correlação genótipo-ambiente.
No entanto, o fenótipo pode ser uma característica influenciada somente pelo gene, podendo ser explicado por diferenças fenotípicas em uma população com o mesmo tipo de ambiente, sem nenhuma diferença ambiental, ou ser afetado apenas pelo ambiente em que está inserido. Esta segunda afirmação pode ser evidenciada no caso de irmãos gêmeos que possuem o mesmos genes, mas sendo expressos de formas diferentes pois ocupam ambientes diferentes.

## Genética do Comportamento Humano: distúrbios mentais
Excetuando-se as síndromes genéticas geralmente associadas à deficiência mental o referido autor (Mota, 1985)  assinala  que uma das melhores maneiras de avaliar o quanto uma característica  tem de hereditária e de ambiental é estudá-la em gêmeos monozigóticos MZ e dizigóticos - DZ em situações de adoção. Utilizando esse método estudos apontam a presença de fatores hereditários na Coréia de Huntington com um risco empírico de 50% para filho ou filha de um afetado; Esquizofrenia com risco variáveis segundo graus de parentesco (25%, 50%) mesmo sem ambientes comuns;  Epilepsia  com forte concordância em gêmeos MZ e discordância em DZ para formas idiopáticas da doença e Psicose maníaco depressiva com menor conhecimento de causa face a diversidade de conceituação dos transtornos depressivos e suicídio associados à essa patologia.
Segundo Thompson & Thompson  o risco relativo à agregação familiar de uma doença pode ser medido comparando a freqüência da doença nos parentes do probando afetado com a freqüência (prevalência) na população em geral (ou seja uma razão de prevalências λr = % nos parentes do probando / % na população). Chamam atenção de que a agregação familiar pode ser explicada pelo fato de que membros de uma mesma família compartilham sua informação genética e estão expostos aos mesmos fatores ambientais e de que  quanto mais comum a doença na população maior a probabilidade da agregação familiar e apresentam a seguinte tabela da Razão de Risco λ (Lambda r):
Doenças – Relação do Risco relativo λr em irmãos
- Esquizofrenia = 12
- Autismo = 150
- Distúrbio maníaco depressivo (bipolar) = 7
- Esclerose múltipla = 24

O valor 1 indica que o doente não é mais susceptível de desenvolver a doença do que qualquer indivíduo na população. Esse mesmos autores situam o Risco de recorrência de criança de pais esquizofrênicos (23%) como cerca de 3 vezes menor que de Crianças de pais com distúrbio bipolar (75%).
Um outro aspecto do espectro de fatores que contribuem para a síndrome de dependência de álcool e de outras drogas são características específicas do metabolismo dessa substancia pelo organismo. Cientistas descobriam que pessoas com uma variante rara de gene bebem em média 5% menos álcool. Foi identificado um gene que parece ter papel importante na regulação na quantidade de álcool que uma pessoa bebe. Foi feito um estudo com mais de 47.000 mil voluntários e descobriu-se que existem pessoas que possuem uma rara variante de gene chamada  de AUTS2 bebem em média 5% menos álcool do que as com a variante mais comum. Este gene também é conhecido como candidato 2 de suscetibilidade do autismo. Em uma parte da pesquisa, depois de identificar o AUTS2, os cientistas analisaram o quanto o gene era ativo em amostras de tecidos do cérebro. Eles descobriram, então, que as pessoas com a variante do gene relacionado ao menor consumo de álcool tinham uma atividade maior no gene.[carece de fontes?]

## Evolução do Comportamento
Uma vez que comportamentos são influenciados e determinados por bases genéticas, se tornam passíveis de evolução, já que são passados e herdaáveis. Comportamentos mais esterotipáveis (ex: forrageamento) tendem a ter bases genéticas mais fortemente determinados por genes, enquanto que outros comportamentos possuem base genética mas com maior peso do próprio ambiente. 
Nem sempre os comportamentos individuais e separadamente terão uma explicação adaptativa, alguns comportamentos são apenas expressões sem valores adaptativos, ou ainda possuem valor adaptativo quando associado de outro, não podendo ser analisados individualmente
Sobre a evolução do comportamento, Lorenz, em 1958 nos coloca a possibilidade de haver por trás de todas as variações do comportamento individual uma estrutura mais profunda de comportamento herdado que caracterize todos os membros de uma dada espécie ou grupo taxonômico maior - exatamente do mesmo modo como o esqueleto de um ancestral primordial caracteriza a forma e a estrutura de todos os mamíferos de hoje, por exemplo. Nesse mesmo artigo ele demonstra que padrões motores inatos que distinguem espécies entre si podem ser duplicados pela hibridação, combinando traços ou suprimindo traços de um ou de outro dos progenitores.
Tal combinação de comportamentos também foi mostrada no comportamento dos periquitos  e é bem conhecida entre os criadores de cães que apontam a instabilidade e imprevisibilidade do comportamento como característica indesejável da misturas de raças caninas.
Ainda sobre a genética do comportamento Mota observa que além do comportamento animal que consta com observações que datam final do séc. XIX sobre a hereditariedade de características da excitação nervosa e expressão motora de camundongos conhecidos como valsadores (twirler) por Von Guaita 1898 e características bem conhecidas da sucessão de padrões de comportamento da abelha e comportamentos específicos de algumas linhagens existe considerável aplicação ao estudo do comportamento humano.

## Futuro da Genética do Comportamento
Com o passar dos anos a genética do comportamento avança cada vez mais, a criação de novas técnicas auxilia nesse desenvolvimento. Atualmente, vários trabalhos estão incluindo análises genéticas e permitindo correlações e mais dados. As três áreas com um maior número de estudos são a psicologia do envelhecimento, da evolução e, como foi exemplificado acima, a da saúde.
Várias perguntas são feitas a partir dos estudos e para gerar novas pesquisas, além da correlação entre genética e comportamento perguntas de o quanto os genes interferem e como isso ocorre, ou seja, por qual mecanismo, são o futuro dessa área.
Em suma, os estudos na área da genética do comportamento não devem mais estar restritos aos geneticistas, mas disponíveis para qualquer cientista que deseja adicionar essa área em seu estudo, levando a uma maior abrangência e um enriquecimento ao banco de dados. Também é importante levar em conta a individualidade do indivíduo, não esquecendo que cada ser é único e são necessários vários fatores para a formação do comportamento, não descartando o ambiente e nem o genoma. 